# Panchito Gómez Toro
Francisco Gómez Toro "Panchito" (finca La Reforma, Jatibonico, Cuba, 11 de marzo de 1876-San Pedro, provincia de La Habana, Cuba, 7 de diciembre de 1896) fue un militar cubano, teniente en la Guerra del 95.

## Primeros años
Fue el cuarto de los nueve hijos del matrimonio integrado por el dominicano Máximo Gómez Báez y la cubana Bernarda Toro Pelegrín, apodada Manana.
El padre no pudo estar muy cerca del pequeño en los primeros meses de su vida, pues el compromiso con la lucha por la independencia de Cuba, que ya había convertido en su patria, lo reclamaba. Ni siquiera pudo estar cuando Manana y los hijos debieron salir rumbo a Jamaica y no es hasta marzo de 1878 que logra reunirse toda la familia.
Infante aún, Panchito al asumir sencillas tareas hogareñas, da muestras de su sentido de la responsabilidad, que cotidianamente, son distribuidas en medio de la penuria económica de la familia.
Unido a la admiración por el padre, a quien a veces imitaba en sus juegos infantiles, de manera recíproca resaltaba su sensibilidad y amor por su madre y hermanos.

## El exilio
En 1878 se inicia un período difícil para la familia Gómez Toro, con el fin de las hostilidades independentistas cubanas. Jamaica, Honduras, Estados Unidos, Haití los acogen; y en 1888 llegan a Santo Domingo, la tierra del padre. Se instalan en La Reforma, finca del mismo nombre que la de Jatibonico.
Varios de los miembros enfermaron, murieron algunos de los muchachos, las cosechas se arruinaron, pasaron necesidades y apuros económicos, pero nunca se dieron por vencidos. 
En 1892 en Montecristi Francisco Gómez Toro trabaja en la casa Jiménez, y hasta allí va José Julián Martí Pérez a buscarlo para que lo conduzca a La Reforma, donde se hallaba el padre. Este primer encuentro del joven con Martí, marcaría el inicio de una relación que se mantendría hasta la muerte de Martí.
Panchito estaba plenamente identificado con la situación que se vivía en Cuba y la necesidad de iniciar nuevamente las acciones para lograr la definitiva independencia. En varias ocasiones participa junto a Martí, Antonio Maceo y Grajales, su padre y otros revolucionarios más en los propósitos conspirativos.
A pesar de su juventud es maduro, trabajador, responsable, Máximo Gómez confía plenamente en él y al partir hacia tierra cubana deja en sus manos y las de su hermano hijo Maxito, la tutela de los asuntos familiares. Panchito contrae una gran responsabilidad, que gustosamente cambiaría por poder estar combatiendo en la manigua de Cuba.
En septiembre de 1896 se embarca en el vapor Three Friends, con una expedición encabezada por el General Juan Rius Rivera, destinada a desembarcar en el occidente. Allí espera ponerse a las órdenes de Maceo.

## Muerte
El General Antonio Maceo y Grajales acoge a Panchito como a un hijo y siempre lo mantiene cerca de él, sabe que al incorporarlo a su tropa contrae un gran compromiso con Gómez. Participan juntos en varias acciones, luego el 7 de diciembre mueren juntos en combate en la batalla de San Pedro.
Hacia el otoño de 1896, se habían agudizado las contradicciones entre el gobierno de la República en Armas y el general en jefe del Ejército Mambí, Máximo Gómez. La petulancia de Rafael M. Portuondo Tamayo, secretario interino de la Guerra, llevó el conflicto hasta un punto de no retorno y Gómez convocó a Maceo para encontrarse en Las Villas. Llevaba una determinación: renunciar.
Con impasible indiferencia el gobierno observaba el sacrificio en Pinar del Río, sin socorros ni otro auxilio que su propio esfuerzo; pero Maceo no daba tregua al general Valeriano Weyler ni margen a Estados Unidos, que acechaba a la sombra, a la espera de que se debilitara el empuje revolucionario. En el segundo semestre, el Titán de Bronce había conseguido reactivar la campaña tras los desembarcos de Leyte Vidal, con 200 fusiles y 300 000 cartuchos, y Juan Rius Rivera, con 920 fusiles, 450 000 cartuchos y un cañón neumático. Entre los expedicionarios se hallaba Panchito Gómez Toro, el hijo de Gómez que Martí llevó consigo en su viaje a Costa Rica, aquel que con apenas 14 años de edad impresionó al Apóstol durante su estancia en La Reforma por su profunda vocación bolivariana y sentido quijotesco de la justicia. Tenía 20 años. Maceo lo abrazó como a un hijo.
El 2 de noviembre, Maceo recibió la nota de Gómez. Dos cartas de Eusebio Hernández y el coronel Juan Masó Parra, le permitieron comprender la gravedad de la situación. No podía creerlo. Preocupado, acudió de inmediato al llamado del Generalísimo pese a que su permanencia en Pinar del Río resultaba vital.
Para trasladarse a Las Villas, en repetidas ocasiones intentó atravesar la trocha Mariel-Majana, de 32 km de largo. En uno de los intentos cayó desplomado del caballo; poco tiempo después abrió los ojos. “Dijo que había sido un vahído, y se lo achacó a la humedad de la noche y a que había dormitado unos minutos después de haber chupado una caña. Alguien ha especulado que el motivo fue un sueño premonitorio en el que había visto a su esposa cubierta por un velo y a todos sus hermanos muertos en la guerra”.
Consiguió un bote para cruzar por la boca del Mariel con 20 compañeros, el 4 de diciembre. Dejó atrás su escolta y 150 hombres que lo acompañaron hasta la trocha. Hosco y taciturno, prosiguió por aquella ruta incierta. Nunca le pareció una noche tan corta, ni imaginó que del otro lado lo esperaba el comandante Francisco Cirujeda, jefe del batallón no. 7 de San Quintín, quien operaba entre Punta Brava y el Camino a Vueltabajo, en los límites con el Mariel: “Acaban de asegurarme que Maceo intenta pasar solo por la trocha inmediata a Mariel […]” —había notificado el 1.º de diciembre Cirujeda a su superioridad.
Sobre las 9:00 a. m. del 7 de diciembre de 1896, Maceo llegó a la finca de San Pedro de Punta Brava, en Bauta, donde lo aguardaban unos quinientos habaneros. Llegó enfermo y con fiebre. Desde su hamaca puntualizó un plan dirigido a atacar Marianao y otros suburbios capitalinos. Sobre las 2:55 p. m. fueron sorprendidos. A las voces de “¡Fuego, fuego en San Pedro!”, se sucedió una nutrida balacera que provocó desorden total en el campamento. Encolerizado, Maceo trató de incorporarse de la hamaca y, al no poder hacerlo, pidió a su ayudante que le tendiera la mano. Ante la confusión observada pidió un corneta para ordenar el toque a degüello y levantar la moral combativa. No apareció ninguno. Demoró 10 minutos en vestirse y ensilló su caballo, tal y como acostumbraba a hacer en vísperas de un combate.
La fuerza enemiga se parapetó tras unas cercas de piedra que dominaban el área con su fusilería. Maceo decidió realizar un movimiento envolvente por ambos flancos para desalojarlos del parapeto y batirlos en el potrero aledaño. Se interponía una cerca de alambres y comenzaron a picarla. La maniobra fue descubierta y un aguacero de proyectiles no les dejó terminar la faena. Al inclinarse sobre su caballo, una bala impactó sobre el lado derecho del rostro de Maceo y le seccionó la carótida junto al mentón. Un chorro de sangre brotó por la herida y manchó su chamarreta; se mantuvo dos o tres segundos erguido, soltó las bridas, se le desprendió el machete y se desplomó.
Se acercaron el general de división Pedro Díaz Molina, oficial de máxima graduación en San Pedro, después del Titán de Bronce; el brigadier José Miró Argenter, jefe del Estado Mayor del 6.º cuerpo; los coroneles Máximo Zertucha, médico del lugarteniente general; Alberto Nodarse Bacallao, su ayudante de campo durante la invasión, y el comandante Juan Manuel Sánchez Amat, jefe de la escolta del Cuartel General, quien al verlo desmoronado sostuvo su cuerpo exánime y le preguntó consternado: “¿Qué le pasa, general?”.
No respondió. Había perdido el habla y estaba pálido, sin sangre en el rostro; la condición mortal de la herida segó su vida en apenas un minuto. Miró Argenter salió impulsado del lugar, sin mirar atrás, ignorando los gritos de Zertucha que le pedía ayuda para cargar el cadáver. Tras unos segundos de incertidumbre, el galeno tomó la misma decisión y se retiró asustado, desmoralizado. Tres días más tarde, se acogería al indulto español; luego solicitaría reincorporarse a la contienda. Pedro Díaz igualmente se marchó; los tres con el mismo argumento: iban por refuerzos que nunca llegaron.
Alberto Nodarse, ingeniero, arquitecto de profesión y experimentado agrónomo, que había recibido ya siete heridas de bala, lideró junto a Juan Manuel Sánchez la resistencia que plantó la escolta del Cuartel General a campo descubierto para tratar de retirar el cadáver que pesaba 209 libras. Sus movimientos atrajeron el fuego español y el lugar se convirtió en un infierno. Después de gran esfuerzo, lo montaron en un caballo que fue fusilado en el campo enemigo. Sánchez trajo el suyo e intentaron alzar el cuerpo de Maceo; pero una descarga cerrada hizo impacto en las dos rodillas del bravo comandante y fue neutralizado. Bañado en sangre por la copiosa hemorragia provocada por dos proyectiles que le fracturaron el húmero y las costillas, Nodarse tuvo que desistir, ya casi desfallecido. Agotados todos los recursos tras más de dos horas de combate, se hizo insostenible la posición; los últimos mambises se retiraron gravemente heridos.
Al conocer la tragedia, Panchito, con un brazo en cabestrillo acudió —según expresó— “…a morir al lado del general”.
Caía la tarde, cuando en medio del clima de abatimiento y confusión reinante, el teniente coronel Juan Delgado —joven de Bejucal que se unió al contingente invasor a las órdenes de Gómez y ascendió hasta mandar el regimiento de Caballería de Santiago de las Vegas—le preguntó qué hacer al coronel Ricardo Sartorio Leal, jefe de la brigada Oeste de La Habana: “Delgado, los generales se han marchado, nuestra responsabilidad ha cesado” —fue la respuesta que recibió. Indignado y resuelto, el habanero arengó a los presentes: “Es una vergüenza para las fuerzas cubanas que los españoles se lleven el cadáver del general Maceo, sin hacer nada por rescatarlo. Prefiero la muerte antes de que el general Máximo Gómez sepa que estando yo aquí, los españoles se han llevado el cadáver del general. El que sea cubano y tenga valor, que me siga”.
Dieciocho valientes, entre ellos Ricardo Sartorio, quien acompañaba a Maceo desde Mangos de Baraguá, y el coronel Alberto Rodríguez Acosta, joven matancero que mandaba el regimiento de infantería de la brigada Oeste de La Habana, se sumaron a Delgado en la hombrada de rescatar de territorio enemigo al Titán de Bronce y a Panchito. Fue tan fuerte su embestida, que la guerrilla que despojaba a sus cadáveres de las pertenencias, abandonó el lugar sin imaginar la prenda que dejaban. Esa noche los insurrectos lavaron los cuerpos de los dos héroes y los velaron. Decidieron esconderlos en la finca Cacahual, propiedad de Pedro Pérez, tío del teniente coronel Juan Delgado.
Cabalgaron toda la noche. Sobre las 4:00 a. m. llegaron a Santiago de las Vegas. Delgado llamó a la puerta. Creyendo que eran los españoles, Pedro Pérez abrió con cierto temor. En voz baja, con los dos cadáveres depositados sobre la yerba, su sobrino le dio la encomienda: “Aquí te entrego estos dos cadáveres. Ellos son Antonio Maceo y el hijo de Máximo Gómez. Entiérralos secretamente antes de que llegue el día y no digas a nadie dónde están hasta que no se termine la guerra; entonces, si Cuba es libre, lo comunicas al presidente de la República, si no, al general Máximo Gómez”.
Pedro Pérez cumplió su promesa y guardó el secreto con celo extraordinario, aún en medio de las penurias que debió sufrir durante la reconcentración.
Paradójicamente, Pedro Díaz tuvo la bochornosa actitud de aceptar el ascenso al grado de mayor general que —a propuesta de José Miró Argenter, quien tergiversó los hechos— Gómez aceptó conferirle “…como gracia especialísima y por el hecho de haber rescatado con valor heroico […] el cadáver del ilustre Lugarteniente General Antonio Maceo”.
Fue un golpe terrible. Entre 1895 y 1896, habían muerto seis de los jefes más valiosos y radicales de la revolución: José Martí, Guillermón Moncada, Flor Crombet, Francisco Borrero, José Maceo y Serafín Sánchez. Para cerrar este año fatal perecían el lugarteniente general y, muy poco después, José María Aguirre. Varios de los nuevos cuadros, en algunos casos de probada competencia militar, estuvieron muy por debajo de la entereza y proyecciones ideológicas demandadas para la construcción de una patria nueva o, peor aún, distantes del sufrimiento y la miseria del pueblo humilde del que se nutrieron las filas del Ejército Mambí.
“José Miguel Gómez, Mario García Menocal, Gerardo Machado o José de Jesús Monteagudo, que demostraron su capacidad militar en la revolución, fueron el reverso ideológico de Antonio y José Maceo, Crombet, Moncada, Borrero, Sánchez y Aguirre. Sin ellos al general en jefe le esperaba una tarea de titanes: expulsar a España de Cuba”.
Gómez quedó destrozado. Al efecto ultrajante de la actitud del Consejo de Gobierno, se sumaba la muerte de Panchito y de su viejo compañero. Y aquel viejo soldado con el pellejo curtido por tanta pelea; de pronto, comenzó a llorar. “Otra gran desgracia, la más terrible que podía caer sobre mí. Cuánta verdad expresó el que tuvo la ocurrencia de decir: ‘Nunca los males vienen solos’” —registró el 16 de diciembre en su diario. Y el 28, en la intimidad de su hamaca, vertió su dolor: “¡Triste, muy triste, más que triste desgraciado ha sido para mí el año 96! Me deja acongojado y maltrecho. […] hoy, en este día, en estos instantes, siento en mi alma la más honda pena y casi me siento abrumado por una pesadumbre que hago esfuerzo por soportar”.
Aún no había cumplido 21 años y su sangre anegaba los campos de la patria. Días después la noticia del deceso le llegaría al padre, sumiéndolo en una profunda tristeza que le lleva a expresar:
"Murió mi Panchito amado muy lejos de mí; mis brazos se quedaron abiertos, esperándole, porque así lo dispuso el destino (...) Descansa en paz héroe feliz, flor de un día que esparció sus perfumes entre los suyos (...) siempre te estaremos llorando (...) en el hogar que tu eterna ausencia ha dejado desolado y triste, eterno será tu duelo".